# طوني غاردينر
طوني غاردينر (بالإنجليزية: Tony Gardiner)‏ هو رياضياتي بريطاني، ولد في 1947.